# 格吕谢-勒瓦拉斯
格吕谢-勒瓦拉斯（法語：Gruchet-le-Valasse，法語發音：[ɡʁyʃɛ lə valas]）是法国滨海塞纳省的一个市镇，属于勒阿弗尔区。该市镇于1830年由原市镇格吕谢（Gruchet）和勒瓦拉斯（Le Valasse）合并而成。

## 地理
格吕谢-勒瓦拉斯（49°33'23"N, 0°29'5"E）面积14.2 平方千米，位于法国诺曼底大区滨海塞纳省，该省份为法国北部沿海省份，其西部及北部濒大西洋英吉利海峡，东起顺时针与索姆省、瓦兹省、厄尔省和卡爾瓦多斯省接壤。
与格吕谢-勒瓦拉斯接壤的市镇（或旧市镇、城区）包括：伯兹维莱特、博尔贝克、朗克托、利勒博讷、兰托、圣安托万拉福雷、拉特里尼泰迪蒙。

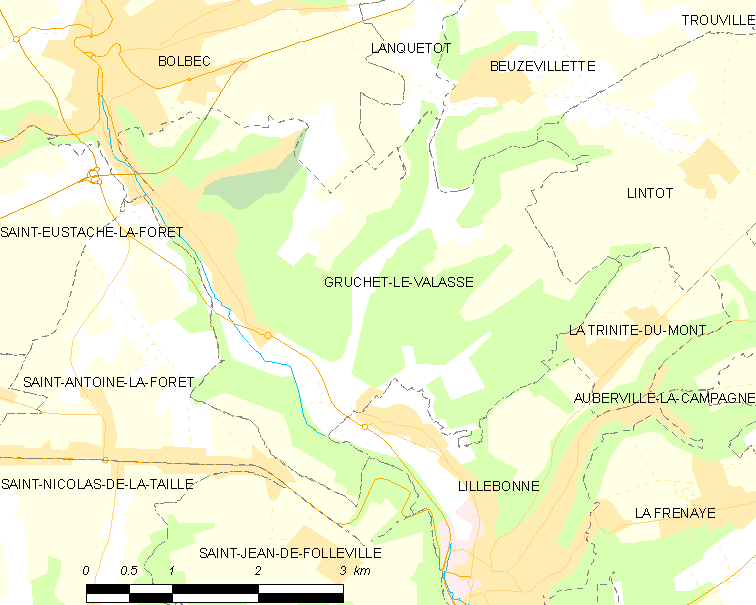
格吕谢-勒瓦拉斯的OSM定位图

格吕谢-勒瓦拉斯的时区为UTC+01:00、UTC+02:00（夏令时）。

## 行政
格吕谢-勒瓦拉斯的邮政编码为76210，INSEE市镇编码为76329。

## 政治
格吕谢-勒瓦拉斯所属的省级选区为博尔贝克县。

## 人口

1962-2008年间格吕谢-勒瓦拉斯人口变化图示

格吕谢-勒瓦拉斯于2022年1月1日时的人口数量为3026人。